# Coccygodes corpulentus
Coccygodes corpulentus là một loài tò vò trong họ Ichneumonidae.